# Marzocco (Donatello)

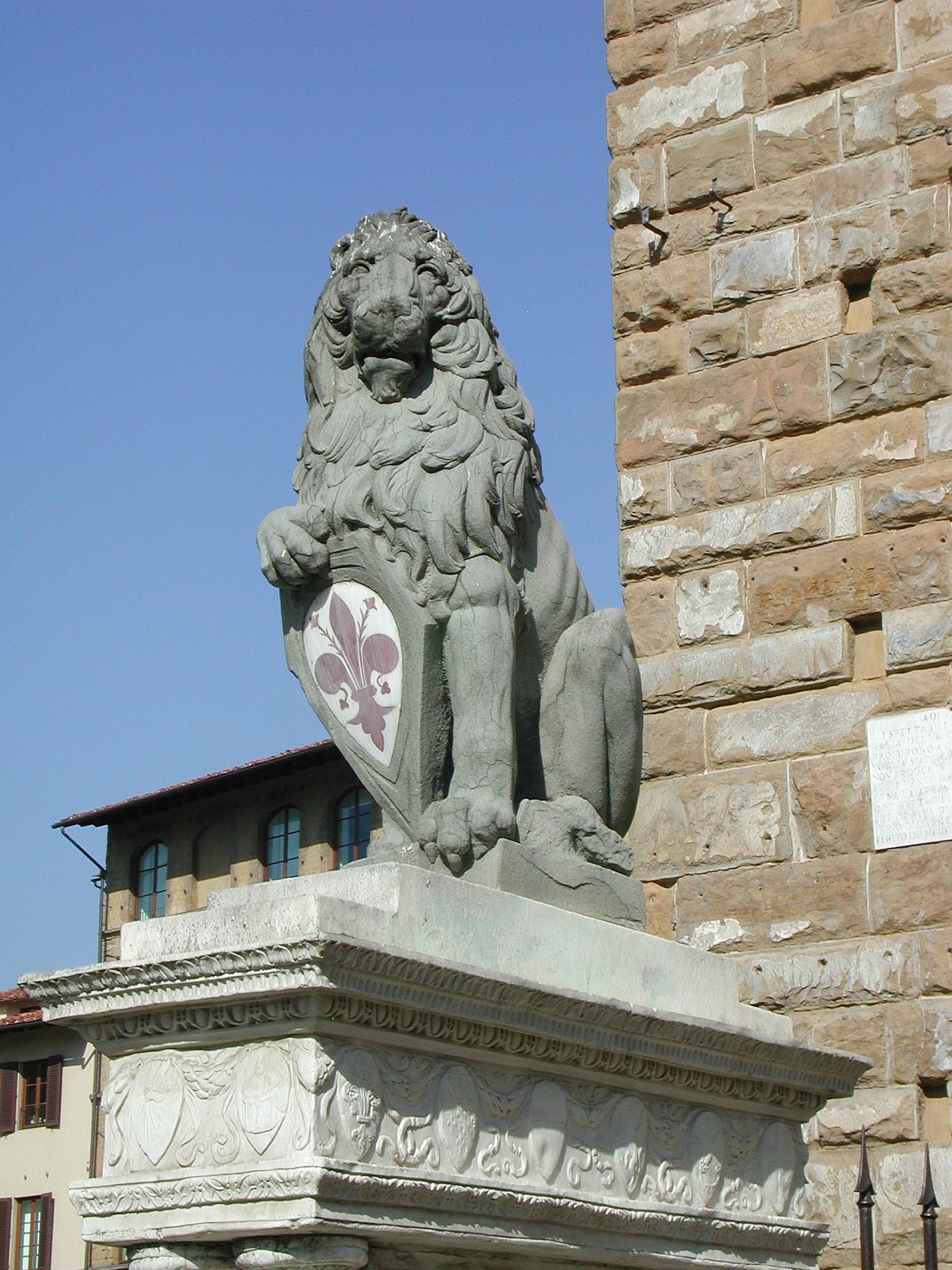
La copia in piazza della Signoria

Il Marzocco è un'opera di Donatello in pietra serena (135,5 × 38 × 60 cm) custodita nel Museo del Bargello di Firenze. Anticamente si trovava in piazza della Signoria, dove oggi, per preservarla dagli agenti atmosferici, è sostituita da una copia. Risale al 1419-1420.

## Storia
La statua venne commissionata dalla Repubblica fiorentina in occasione della visita di papa Martino V in città. Essa era destinata a decorare lo scalone degli appartamenti papali in Santa Maria Novella. In seguito venne spostata nella piazza cittadina, come simbolo della repubblica stessa.

## Descrizione e stile
La statua raffigura il simbolo del marzocco, un leone araldico che poggia una zampa su uno scudo, in questo caso lo stemma di Firenze col giglio fiorentino: questa particolare rappresentazione era infatti sin dal medioevo simbolo della città ed il leone era il suo animale totemico. 
Donatello trattò il soggetto in maniera rivoluzionaria, riuscendo a infondere anche nella figura animale tutta quella maestosità delle sue opere di quegli anni (si pensi al volto del Profeta pensieroso o al gesto del Profeta imberbe, entrambe per il campanile di Giotto) l'espressione vivacemente contratta del muso, accentuata da effetti chiaroscurali e tramite il gesto, pacato e solenne, di poggiare la zampa sullo scudo.